# Rosporden
Rosporden (tiếng Breton: Rosporden) là một xã của tỉnh Finistère, thuộc vùng Bretagne, miền tây bắc Pháp.

## Dân số
Người dân ở Rosporden được gọi là Rospordinois.